# 榊原奈緒子
榊󠄀原 奈緒子（さかきばら なおこ、6月11日 - ）は、日本の声優、舞台女優。

## 経歴
日本女子大学文学部国文学科近代文学専攻卒業。
2002年オフィス薫付属養成所入所、2005年所属になり。2008年退所。
2003年劇団プレイヤーズステーション入団。
2008年プロダクション・エース所属。
2013年キンダースペースワークユニット参加、2014年劇団キンダースペース入団。

## 人物
司書資格を持っている。趣味・特技は競技スキー。

## 出演
太字はメインキャラクター。

### テレビアニメ
2005年
- Angel Heart（女性客）

2008年
- サザエさん（幼少期のフネ）

2009年
- シャングリ・ラ（ナオ）
- 夏のあらし!（女学生1）
- ファイト一発!充電ちゃん!!（技術開発部員B）

2011年
- R-15（与謝野亜希）
- これはゾンビですか?（アナウンサー）
- STEINS;GATE（案内放送）

2012年
- Another（怜子）

2013年
- 宇宙戦艦ヤマト2199（南部登紀子）※2012年劇場先行公開
- 生徒会の一存 Lv.2（三崎先生）

2016年
- ブレイブウィッチーズ（サーシャの母）

### 劇場アニメ
- ジュノー（2010年、志乃[3]）

### ゲーム
- R-15 ぽーたぶる（2011年、与謝野亜希）
- Fallout 4（2015年、キュリー[4]）

### 吹き替え

#### 映画
- アイヒマンの後継者 ミルグラム博士の恐るべき告発（サシャ〈ウィノナ・ライダー〉）
- 相棒 シティ・オブ・バイオレンス（ミラン）
- 悪魔を見た
- 新しい人生のはじめかた（スーザン）
- アッティラ（ホノリア）
- ATHENA -アテナ-（スッキョン）[5]
- アメリカン・クライム（ステファニー〈スカウト・テイラー＝コンプトン〉）
- アメリカン・ホストクラブ（ダニエラ〈イザベラ・スコルプコ〉）
- アルビン3 シマリスたちの大冒険
- アルマゲドン2009（ゾーイ）
- アローン・イン・ザ・ダークII
- アンノウン
- 11:46（サラ）
- 1911
- VIRUS/ウィルス：32（2022年、イリス〈ピラール・ガルシア・アヤーラ〉）[6]
- エンバー 失われた光の物語
- 奇人たちの晩餐会 USA
- きみがぼくを見つけた日（アリシア・アブシャイア〈マギー・キャッスル〉）
- 警察署長ジェッシィ・ストーン 訣別の海
- ザ・オニオン・ムービー（メリッサ）
- ザ・ファイター
- サッド・ムービー（スッキョン）
- しあわせの雨傘（ジョエル〈ジュディット・ゴドレーシュ〉）
- ジャックとジル（エリン・サデルステイン〈ケイティ・ホームズ〉）※DVD版
- 新宿インシデント（静子〈キャシー・ユエン〉）
- ストリッパーVSゾンビ（ハーレー）
- センター・オブ・ジ・アース（エミリー）
- その男は、静かな隣人（ヴァネッサ・パークス〈エリシャ・カスバート〉）
- 正しい恋愛小説の作り方（レナ〈マリオン・コティヤール〉）
- 食べて、祈って、恋をして（ソフィ）
- だれもがクジラを愛してる。（ジル〈クリスティン・ベル〉）
- ディープ・インパクト2008（オライアン）
- デイブレイカー
- ドクターズ・ハイ（グウェン〈アリッサ・ミラノ〉）
- 庭から昇ったロケット雲（フィリス〈キルステン・ウォーレン〉）
- ノー・エスケープ（キャット〈ニコル・マリー・ジョンソン〉）
- パーフェクト・ゲッタウェイ
- ヒラリーダフのハートオブミュージック（スローン〈カット・デニングス〉）
- 卑劣な街（ソノク）
- プリズン・ヴァンパイア（タチアナ）
- ブルーサヴェージ（マーヤ）
- プルートで朝食を（キャロライン）※DVD版
- プロテクター（スーリン〈ムーン・リー〉）
- ボルケーノ・アルマゲドン（カレン〈リアーヌ・コール・ヤング〉）
- リンジー・ローハンの妊娠宣言!?（セア・クレイヒル〈リンジー・ローハン〉）
- 霊幻道士Q 大蛇道士の出現!（ロン〈ホン・ユエン〉）
- レッド・バロン
- レッドライン

#### テレビドラマ
- 倚天屠龍記（朱九真、輝月使）
- EMPIRE（カマネ〈エミリー・ブラント〉）
- オリジナルズ（ソフィー・デブロー〈ダニエラ・ピネダ〉）
- 彼女がラブハンター（ユク・デスン）
- 華麗なるペテン師たち3
- グッバイマヌル 〜僕と妻のラブ♡バトル（カン・ソナ〈ホン・スヒョン〉）
- GRIMM/グリム5 （エミリー〈マデリーン・ジーマ〉）
- 階伯〔ケベク〕
- 中国歴史ドラマ「項羽と劉邦 King's War」（戚夫人〈タン・イェン〉）
- コールドケース4
- コールドケース6
- コールドケース7 ザ・ファイナル（ベアトリス）
- ザ・ケープ 漆黒のヒーロー
- THE TUDORS〜背徳の王冠〜（エリザベス）
- CSI:10 科学捜査班
- CSI:ニューヨーク4、6、7
- 時空刑事1973（ルース）
- シティーハンター in Seoul
- SHERLOCK（シャーロック）
- ジャイアント
- Short Treks（シランナ）
- 少林寺伝奇（宇文賀〈ファーティーマイ・ヤーチー〉）
- スターの恋人（チョ・ウニョン）
- 蒼穹の昴（燕子〈田娜〉）
- 大草原の小さな家（ビードル〈シャーロッテ・スチュワート〉[7]）※NHK BSプレミアム版
- 善徳女王（ソルメ（二代目））
- 大旗英雄伝（冷青霜 他）
- チャームド 〜魔女3姉妹〜
- チング 〜愛と友情の絆〜（チェ・ジンスク〈ワン・ジヘ〉）
- ディフェンダーズ 闘う弁護士
- 鉄の王 キム・スロ（ファンオク）
- HAWAII FIVE-0（ナタリー、カミール）
- プッシング・デイジー 恋するパイメーカー
- ブルーブラッド 〜NYPD家族の絆〜
- プロディガル・サン 殺人鬼の系譜（イドリサ・タナカ〈ケイコ・アジェナ〉[8]）
- ボスを守れ（ソ・ナユン〈ワン・ジヘ〉[9]）
- ほぼトワイライト
- MAD MEN（ヒルディ）
- 屋根部屋のプリンス（ホン・セナ〈チョン・ユミ〉[10]）
- ユーリカ シーズン3
- リゾーリ&アイルズ ヒロインたちの捜査線（メリー・アン）
- 恋愛マニュアル～まだ結婚したい女（イ・シニョン〈パク・チニ〉）

#### アニメ
- エバー・アフター・ハイ（レイヴン・クイーン）

### 舞台
- 「グリークス」〜トロイアの女たち〜（2002年3月）
- 「セイムタイム・ネクストイヤー」二幕一場（2003年3月）
- 「グリークス」〜エレクトラ・オレステス〜（2003年3月）
- 孔雀館（2004年3月）
- アンチゴーヌ（2005年3月）
- かもめ（2007年6月）
- 娘帰る（2013年11月）
- モノドラマ（2014年3月）
- 誤解（2014年11月）
- 新・復活（2015年2月）
- 全俳優によるモノドラマ5月（2015年5月）
- 赤い鳥の居る風景（2015年7月）
- チェーホフ短編選（2015年11月）
- フェードル（2016年2月）
- 蜜の味（2016年6月）
- モノドラマBURAIHAという生き方（2016年11月）
- 河童（2017年2月）
- パレードを待ちながら（2017年10月）
- 転生の夢（2018年2月）
- 紙屋悦子の青春（2018年6月）
- ウーマン・イン・マインド（2019年6月）
- Dipped in Love（2019年9月）
- 銘々のテーブル（2020年2月）[11]